# Tulangan Utara
Tulangan Utara är en ort i Indonesien.   Den ligger i provinsen Jawa Timur, i den västra delen av landet, 700 km öster om huvudstaden Jakarta. Tulangan Utara ligger 8 meter över havet och antalet invånare är 63 889.
Terrängen runt Tulangan Utara är mycket platt.Runt Tulangan Utara är det tätbefolkat, med 819 invånare per kvadratkilometer. Närmaste större samhälle är Sidoarjo, 8,0 km öster om Tulangan Utara. Runt Tulangan Utara är det i huvudsak tätbebyggt.